# Reibungsfreies System
In einem reibungsfreien System laufen Bewegungen (Schwingungs-, Drehungs- oder Gleitvorgänge) ohne Verlust an nutzbarer Energie (siehe Exergie) ab.
Da es solche ideale Systeme in der Natur nicht gibt, muss die Reibung im bewegten oder schwingenden System modelliert werden – was meist durch Differentialgleichungen erfolgt. Das Ausmaß der Reibung – der Reibungskoeffizient – kann durch gute Schmierung der Lager stark herabgesetzt werden. Auch glatte, harte Oberflächen der Achsen, Räder oder anderer bewegter Teile vermindern die Reibung.
In reibungsfreien Systemen laufen Prozesse reversibel ab.